# NEM-System
Das NEM-System (von Nahrungs-Einheit-Milch) war eine von dem österreichischen Arzt Clemens von Pirquet eingeführte einfache Methode zur Berechnung des Nährwerts der für Kinder bestimmten Nahrungsmittelrationen in der Republik Österreich kurz nach dem Ersten Weltkrieg.
Eine extreme Nahrungsmittelknappheit zwang 1919 die Verteiler der von ausländischen Hilfsorganisationen gelieferten Lebensmittel, jene gezielt nur den bedürftigen Kindern zukommen zu lassen. Ergab sich durch einen nach der Pelidisi-Formel durchgeführten Test die Notwendigkeit einer reichhaltigen Speisung, wurden die Nahrungszuteilungen auf „Nem“-Basis durchgeführt, was den Ablauf stark vereinfachte. Ein NEM entsprach der Menge jeglicher Nahrung, die denselben Nährwert wie ein Gramm durchschnittlicher Muttermilch mit 667 kcal/l hatte. Ein Kilonem entsprach damit einer Mahlzeit mit einem Nährwert gleichwertig dem eines Liters Milch.

## Nachweis
- Frank M. Surface / Raymond L. Bland: American Food in the World War and Reconstruction Period. Operations of the Organizations Under the Direction of Herbert Hoover 1914 to 1924. Stanford University Press, Stanford 1931, S. 158